# MercedesCup 2017
MercedesCup 2017 byl tenisový turnaj pořádaný jako součást mužského okruhu ATP World Tour, který se podruhé hrál na otevřených travnatých dvorcích tenisového oddílu Weissenhof v německém městě Stuttgart. Konal se mezi 12. až 18. červnem 2017 jako jubilejní čtyřicátý ročník turnaje.
Turnaj s rozpočtem 701 975 eur patřil do kategorie ATP World Tour 250. Nejvýše nasazeným hráčem ve dvouhře se stal pátý tenista světa Roger Federer ze Švýcarska. Jako poslední přímý účastník do hlavní singlové soutěže nastoupil polský 94. hráč žebříčku Jerzy Janowicz.
Poprvé od Wimbledonu 2002 Federer prohrál svůj premiérový zápas na travnatém turnaji. Ve Stuttgartu nestačil na 39letého Tommyho Haase, jenž se stal nejstarším čtvrtfinalistou na okruhu ATP Tour od sezóny 1995 a Jimmyho Connorse, který se do této fáze probojoval na Gerry Weber Open.
Singlový titul získal Francouz Lucas Pouille, který pro něj představoval třetí singlovou trofej na okruhu ATP Tour. Páté společné turnajové vítězství ze čtyřhry vybojoval britsko-brazilský pár Jamie Murray a Bruno Soares.

## Rozdělení bodů a finančních odměn

### Rozdělení bodů
| Soutěž  | vítězové | finalisté | semifinalisté | čtvrtfinalisté | 16 v kole | 32 v kole | Q  | Q3 | Q2 | Q1 |
| ------- | -------- | --------- | ------------- | -------------- | --------- | --------- | -- | -- | -- | -- |
| dvouhra | 250      | 150       | 90            | 45             | 20        | 0         | 12 | 6  | 0  | 0  |
| čtyřhra | 250      | 150       | 90            | 45             | 0         | —         | —  | —  | —  | —  |

### Finanční odměny
| Soutěž                              | vítězové | finalisté | semifinalisté | čtvrtfinalisté | 16 v kole | 32 v kole | Q3 | Q2     | Q1     |
| dvouhra                             | €112 460 | €59 230   | €32 085       | €18 280        | €10 770   | €6 380    | —  | €2 870 | €1 440 |
| čtyřhra                             | €34 160  | €17 960   | €9 730        | €5 570         | €3 260    | —         | —  | —      | —      |
| částka ve čtyřhře je uvedena na pár |          |           |               |                |           |           |    |        |        |

## Dvouhra mužů

### Nasazení
| Stát                           | Hráč            | ATP | Nasazení |
| ------------------------------ | --------------- | --- | -------- |
| Švýcarsko                      | Roger Federer   | 5.  | 1.       |
| Bulharsko                      | Grigor Dimitrov | 13. | 2.       |
| Česko                          | Tomáš Berdych   | 14. | 3.       |
| Francie                        | Lucas Pouille   | 17. | 4.       |
| USA                            | Steve Johnson   | 26. | 5.       |
| Německo                        | Mischa Zverev   | 31. | 6.       |
| Francie                        | Gilles Simon    | 32. | 7.       |
| Srbsko                         | Viktor Troicki  | 35. | 8.       |
| Žebříček ATP k 29. květnu 2017 |                 |     |          |

### Jiné formy účasti
Následující hráči obdrželi divokou kartu do hlavní soutěže:
- Tommy Haas
- Maximilian Marterer
- Lucas Pouille

Následující hráči postoupili z kvalifikace:
- Márton Fucsovics
- Peter Gojowczyk
- Yannick Hanfmann
- Lukas Lacko

### Odhlášení
před zahájením turnaje
- Karen Chačanov → nahradil jej  Jerzy Janowicz
- Jiří Veselý → nahradil jej  Stéphane Robert

### Skrečování
- Marcos Baghdatis[1]

## Mužská čtyřhra

### Nasazení
| Stát                                                                                    | Hráč          | Stát       | Hráč         | ATP | Nasazení |
| --------------------------------------------------------------------------------------- | ------------- | ---------- | ------------ | --- | -------- |
| USA                                                                                     | Bob Bryan     | USA        | Mike Bryan   | 12. | 1.       |
| Spojené království                                                                      | Jamie Murray  | Brazílie   | Bruno Soares | 17. | 2.       |
| Rumunsko                                                                                | Florin Mergea | Pákistán   | Ajsám Kúreší | 52. | 3.       |
| Rakousko                                                                                | Oliver Marach | Chorvatsko | Mate Pavić   | 67. | 4.       |
| Žebříček ATP k 29. květnu 2017; číslo je součtem žebříčkového postavení obou členů páru |               |            |              |     |          |

### Jiné formy účasti
Následující páry obdržely divokou kartu do hlavní soutěže:
- Andre Begemann /  Jan-Lennard Struff
- Tommy Haas /  Florian Mayer

## Přehled finále

### Mužská dvouhra
- Lucas Pouille vs.  Feliciano López,  4–6, 7–6(7–5), 6–4

### Mužská čtyřhra
- Jamie Murray /  Bruno Soares vs.  Oliver Marach /  Mate Pavić, 6–7(4–7), 7–5, [10–5]